# Harry Shepard Knapp
Harry Shepard Knapp (* 27. Juni 1856 in New Britain (Connecticut); † 6. April 1923 in Hartford (Connecticut)) war ein US-amerikanischer Vizeadmiral und US-Gouverneur der Dominikanischen Republik.

## Biografie
Nach der Schulausbildung trat er in die United States Navy und beendete die Ausbildung am 20. Juni 1878 mit der Graduation an der United States Naval Academy. In den darauffolgenden Jahren diente er als Seekadett (Midshipman) in den Marinebasen von Pensacola (Florida), Minnesota sowie Jamestown (Virginia), ehe er 8. Juli 1882 sein Offizierspatent als Leutnant zur See erhielt. Im Anschluss fand er als Seeoffizier auf mehreren Schiffen und Marinebasen Verwendung, bis er zu Beginn des Spanisch-Amerikanischen Krieges 1898 Executive Officer der USS Dorothea war. Danach war er wiederum Seeoffizier auf einer Reihe wichtiger Verwendungen auf Schiffen und an Land, bevor er am 3. August 1908 Kommandant der USS Charleston (CC-22), einem Geschützten Kreuzer der ab 1905 gebauten St. Louis-Klasse wurde. Dort folgte 1909 seine Beförderung zum Kapitän zur See. Am 8. Januar 1910 wurde er zunächst dem Marinehauptamt (General Board) zugeordnet und war zugleich zeitweise als Stabsoffizier im Gemeinsamen Amt der United States Army und der U.S. Navy zur Verteidigung des Panamakanals (Joint Army and Navy Board for Defense of the Panama Canal) tätig. Am 15. September 1911 übernahm er das Kommando über die USS Florida (BB-30), ein Schlachtschiff der gleichnamigen Florida-Klasse.
Nach etwas mehr als vierjähriger Verwendung auf der USS Florida erfolgte am 8. November 1915 seine Berufung zum Kommandeur der Kreuzer der Atlantikflotte. Eine Woche vor dem Kriegseintritt in den Ersten Weltkrieg wurde er nach der Besetzung zusätzlich am 29. November 1916 US-Gouverneur der Dominikanischen Republik sowie zusätzlich US-Militärrepräsentant in Haiti. Auf diesen Posten wurde Knapp am 17. März 1917 zum Konteradmiral befördert. Als Kreuzerkommodore zeichnete er sich durch besondere Verdienste aus, in dem er sich besonders mit dem Schutz alliierter Schiffe vor U-Booten der deutschen Kaiserlichen Marine beschäftigte. Daneben befasste er sich mit dem Schutz der Karibik vor feindlicher Aggression. Für diese Leistungen wurde er mit dem Navy Cross ausgezeichnet. Als Militärgouverneur erließ er zunächst Verfügungen zur Einschränkung der Redefreiheit und der Pressefreiheit.
Kurz nach dem Waffenstillstand verließ er am 18. November 1918 seinen Dienstposten in Santo Domingo und wurde zum Marineattaché an die US-Botschaft in London berufen. In dieser Funktion war er Delegierter bei der Pariser Friedenskonferenz 1919. Am 4. Februar 1920 nahm er unter gleichzeitiger Beförderung zum Vizeadmiral das Kommando über die U.S. Marinekräfte in Europa an. Dieses Amt übte er jedoch nur wenige Monate aus. Nachdem er am 27. Juni 1920 in den Ruhestand verabschiedet wurde, war er noch zeitweise als Berater und Sonderunterhändler der U.S. Navy unter anderem in Haiti tätig.
Ihm zu Ehren wurde das 1943 gebaute USS Knapp (DD-653), ein Zerstörer der Fletcher-Klasse, benannt.

## Veröffentlichungen
- Reuben E. Bakenhus, Harry S. Knapp, Emory R. Johnson: The Panama Canal, Comprising Its History and Construction, and Its Relation to the Navy, International Law and Commerce. J. Wiley u. a., New York NY 1915.